# ヴィゴツキー学派
ヴィゴツキー学派（ヴィゴツキー―ルリヤ学派としても知られる）は、旧ソビエト連邦において、1920年代から40年代初頭にかけて、レフ・ヴィゴツキーとアレクサンドル・ルリヤの周囲に形成された心理学者、教育学者、医療専門家、生理学者、神経科学者らによる研究集団の非公式の呼称である。

## 研究集団の形成
ヴィゴツキーは、10年ほどの短い研究活動の中で、発達心理学をはじめとする幅広い分野について数多くの実験的・理論的研究を行い、37歳の若さで世を去った。「心理学のモーツァルト」とも称され、その思想は21世紀の今日も影響力を持ち続けている。彼のあくなき研究意欲と旺盛な活動は、アレクサンドル・ルリヤやアレクセイ・レオンチェフなど多数の優秀な青年学生を集め、組織された研究集団を作りだした。彼の指導のもとに様々の具体的な心理学問題の実験的研究が実現し、青年学生らはのちのソビエト心理学界の重要な担い手となっている。
なお、やはり非公式の呼称として、ヴィゴツキー、ルリヤ、レオンチェフを三人組（トロイカ）、ザポロージェツ、スラーヴィナ、モロゾワ、ボジョビッチ、レヴィナを五人組とするものがある。

## 構成員
- リディア・ボジョビッチ
- ダニイル・エリコニン
- ローザ・レヴィナ
- アレクセイ・レオンチェフ (心理学者)
- アレクサンドル・ルリヤ
- ナタリア・メンチンスカヤ
- ナタリア・モロゾワ
- レオニード・サハロフ
- ジョゼフィーナ・シフ
- リヤ・スラーヴィナ
- イワン・ソロヴィヨフ
- ボリス・ワルシャワ
- レオニード・ザンコフ
- アレクサンドル・ザポロージェツ (心理学者)
- ブリューマ・ゼイガルニク